# SC Wismut Karl-Marx-Stadt
| SC Wismut Karl-Marx-Stadt | SC Wismut Karl-Marx-Stadt                                                |
| ------------------------- | ------------------------------------------------------------------------ |
|                           |                                                                          |
| Vereinsdaten              |                                                                          |
| Gründung                  | 6. November 1954                                                         |
| Auflösung                 | 1963                                                                     |
| Heimstätten               | Karl-Marx-Stadt (Chemnitz), Otto-Grotewohl-Stadion Aue (Sektion Fußball) |
| Trägerbetrieb             | SDAG Wismut                                                              |

Der Sportclub Wismut Karl-Marx-Stadt war ein Sportclub des DDR-Sportsystems in Karl-Marx-Stadt, dem heutigen Chemnitz. Er bestand von 1954 bis 1963.

## Geschichte
Um eine gezielte Entwicklung des Hochleistungssports zu ermöglichen, kam es 1954/55 auf Beschluss des Deutschen Sportausschusses zur Gründung von Sportclubs (SC), deren Sektionen als Leistungsstützpunkt verschiedener Sportarten fungieren sollten. Der SC Wismut Karl-Marx-Stadt wurde am 6. November 1954 gegründet. Er war das Leistungszentrum der Sportvereinigung (SV) Wismut, in der die Betriebssportgemeinschaften des Uranbergbaus der DDR zusammengefasst waren. Trägerbetrieb des Clubs war die SDAG Wismut, die ihren Sitz in Karl-Marx-Stadt hatte. Dies gab letztendlich den Ausschlag für die Ansiedlung des Sportclubs in der sächsischen Industriestadt. Unabhängig von dem Club bestand die unter anderem im Badminton und später im Frauenfußball erfolgreiche BSG Wismut Karl-Marx-Stadt.
Gegliedert war der Sportclub in mehrere leistungssportliche Abteilungen, sogenannte Sektionen. Dorthin wurden erfolgreiche Sportler oder ganze Mannschaften delegiert, die zuvor oftmals einer Betriebssportgemeinschaft angehört hatten. Der SC Wismut Karl-Marx-Stadt und dessen Akteure wurden in verschiedenen Sportarten Deutscher Meister der DDR, darunter im Fußball, in der Leichtathletik, im Judo und im Eiskunstlauf.
Bei einer Umstrukturierung des Sportclubsystems Anfang der 1960er-Jahre wurde beschlossen, dass ein Sportclub pro Bezirk genügt. Zum neuen Leistungszentrum des Bezirks wurde der SC Motor Karl-Marx-Stadt bestimmt, der sich in SC Karl-Marx-Stadt umbenannte. Nach weniger als neun Jahren erfolgte somit 1963 die Auflösung von Wismut Karl-Marx-Stadt. Einige erfolgreiche Sportler des SC Wismut schlossen sich dem neuen Bezirkssportclub an, andere wurden mit ihren Sektionen in Betriebssportgemeinschaften eingegliedert und verloren damit ihren hohen Förderstatus.

## Sektionen

### Fußball

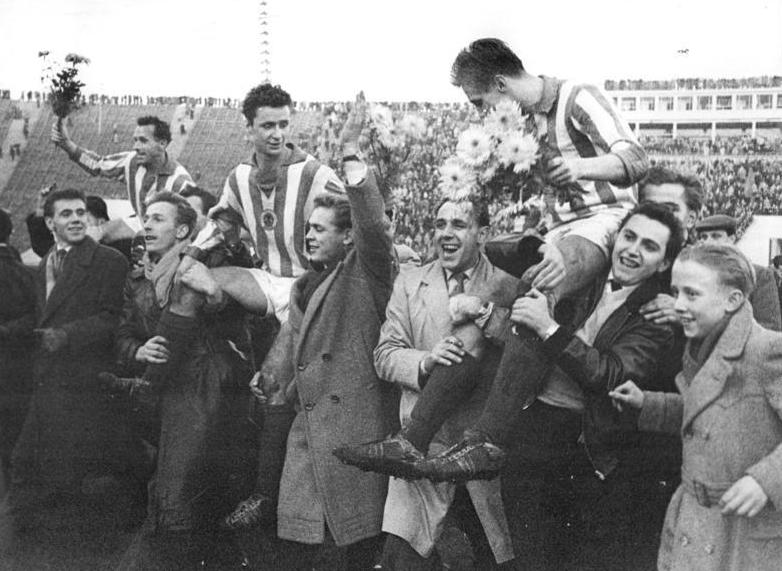
DDR-Fußballmeister 1959

Bei der Gründung der DDR-Sportclubs war unter anderem vorgesehen worden, dass zu den Schwerpunkten auch der Fußball zählen sollte. Da die SV Wismut in Karl-Marx-Stadt über keine Fußballsektion verfügte, wurde beschlossen, die Sektion Fußball der Betriebssportgemeinschaft BSG Wismut Aue, die über eine Oberligamannschaft verfügte, dem SC Wismut anzugliedern. Dieser Beschluss führte zu heftigen Protesten in der BSG-Mitgliederversammlung und der Auer Bevölkerung, sodass der Sportclub einräumte, die Sektion Fußball weiterhin im Auer Otto-Grotewohl-Stadion spielen zu lassen.
Die Spieler der BSG Wismut, die 1953/54 in der Oberliga den 4. Platz erreicht hatten, traten am 17. November 1954 im Auswärtsspiel gegen den ZSK Vorwärts Berlin erstmals in einem Oberligaspiel als SC Wismut Karl-Marx-Stadt an und verloren mit 2:3. Nachdem der SC Wismut die Hinrunde der Saison 1954/55 mit Platz 4 beendet hatte und Trainer Karl Dittes auf die bisherigen Stammspieler Manfred Fuchs und Friedhold Schüller verzichten musste, veranlasste die SV Wismut den Wechsel der Spieler Horst Freitag, Manfred Kaiser und Bringfried Müller vom zweitklassigen DDR-Ligisten BSG Wismut Gera zum SC Wismut. Die Saison 1954/55 beendete Wismut Karl-Marx-Stadt in der Oberliga als Vizemeister mit einem Punkt Rückstand auf den SC Turbine Erfurt und gewann anschließend mit einem 3:2-Sieg nach Verlängerung über den SC Empor Rostock im Endspiel um den FDGB-Pokal bereits seinen ersten Titel. In der im Herbst 1955 durchgeführten Übergangsrunde zum Wechsel in die Kalenderjahrsaison spielte der SC Wismut unter dem neuen Trainer Fritz Gödicke seine gewachsene Spielstärke aus und beendete die Runde als Spitzenreiter. In die Spielzeit 1956 ging der Sportclub mit einem seit 1955 fast unverändertem Kader, errang aber mit zwei Punkten Vorsprung vor der Überraschungsmannschaft SC Aktivist Brieske-Senftenberg seinen ersten Meistertitel. 1957 und 1959 folgten zwei weitere Meisterschaften, zu denen auch die neu hinzugekommenen Nationalspieler Dieter Erler, Klaus Thiele und Konrad Wagner beitrugen. Durch seine drei Meistertitel qualifizierte sich Wismut Karl-Marx-Stadt auch dreimal für den Europapokal der Landesmeister. Während der SC 1957 und 1960 jeweils nach der Vorrunde in der 1. Hauptrunde ausschied, kam die Mannschaft im Wettbewerb 1958/59 bis in das Viertelfinale. Nach zwei Unentschieden gegen Young Boys Bern verlor der SC Wismut das Entscheidungsspiel mit 1:2.
Zu den denkwürdigsten Spielen des SC Wismut Karl-Marx-Stadt gehört das Freundschaftsspiel gegen den 1. FC Kaiserslautern, dem zweifachen westdeutschen Meister von 1951 und 1953, das am 6. Oktober 1956 vor über 100.000 Zuschauern im Leipziger Zentralstadion ausgetragen wurde. Das Spiel, in dem der SC Wismut mit fünf Nationalspielern und der 1. FCK mit fünf Weltmeistern von 1954 antraten, endete mit einem 5:3-Sieg der Kaiserslauterer. Höhepunkt war Fritz Walters Jahrhunderttor, das er im Flug mit der Hacke erzielte.
Im Juli 1963 wurde der SC Wismut Karl-Marx-Stadt aufgelöst, die Sektion Fußball kehrte offiziell wieder zur BSG Wismut Aue zurück. Die Spieler Dieter Erler, Manfred Hambeck und Albrecht Müller schlossen sich dem SC Karl-Marx-Stadt an, der als neuer Fußballschwerpunkt des Bezirkes gebildet worden war. Der SC Wismut hatte in den neun Spielzeiten einschließlich der Übergangsrunde 1955 in den Oberligaspielen 47 Spieler eingesetzt, von denen Bringfried Müller (214), Manfred Kaiser (209) und Siegfried Wolf (171) die meisten Einsätze bestritten hatten. 24 Spieler trugen sich in die Torschützenliste ein, am erfolgreichsten waren Willy Tröger (76), Kurt Viertel (41) und Dieter Erler (36).

### Leichtathletik

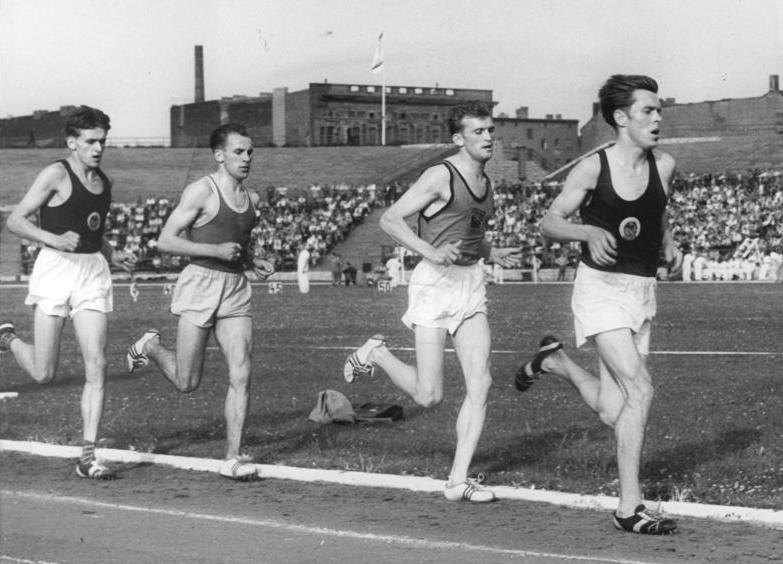
V. l. n. r.: Gerhard Mitzschke (SC Wismut, 2. Platz), Friedrich Janke (ASK Vorwärts Berlin, Sieger), Klaus Porbadnik (SC Lok Leipzig) und Gerhard Hönicke (SC Wismut, 3. Platz) am 12. Juli 1957 beim 10.000-Meter-Lauf der Deutschen Leichtathletik-Meisterschaften im Berliner Walter-Ulbricht-Stadion.

Erfolge fuhren in der Sektion Leichtathletik hauptsächlich die Langstreckenläufer ein. Gerhard Hönicke allein holte von 1958 bis 1962 acht DDR-Meistertitel für den SC Wismut in den Disziplinen 5000-Meter-, 10.000-Meter-, 25.000-Meter-, Marathon- und Waldlauf. Ab 1963 startete Hönicke für den SC Karl-Marx-Stadt. Wismut-Läufer Gerhard Mitzschke war unter anderem 1957 Vizemeister über 10.000 Meter und 1959 Vizemeister im Marathonlauf.

### Radsport
Während beim SC Motor Karl-Marx-Stadt der Bahnradsport der Leistungsschwerpunkt war, wurde beim SC Wismut der Straßenradsport gefördert. Die Radsportsektion war von der BSG Wismut zum SC Wismut Karl-Marx-Stadt delegiert worden. Erfolgreichster Fahrer war Lothar Meister I, der 1958 Weltmeister im Steherrennen wurde. Weitere bekannte Starter in den Reihen des SC Wismut waren Lothar Meister II, Bernhard Trefflich, Helmut Stolper, Johannes Schober, Hans Seidel, Siegfried Huster, Bernd Patzig, Helmut Lehmann, Peter Härtel, Dieter Voigtländer und Joachim Vogel. Im Jahr 1963, bei der Auflösung von Wismut Karl-Marx-Stadt, wechselten die Straßenfahrer zum SC Karl-Marx-Stadt, wo ihre Sportart weiterhin gefördert wurde.

### Eishockey
Im Herbst 1954 zählte die Sektion Eishockey zu den Gründern des SC Wismut Karl-Marx-Stadt. Sie entstand aus der BSG Wismut Erz Frankenhausen, die 1949 als SG Frankenhausen sowohl sächsischer als auch erster Ostzonen-Meister geworden war und seit 1950 regelmäßig an den Finalrunden der DDR-Oberliga teilgenommen hatte. Wismut Karl-Marx-Stadt übernahm den Ligastartplatz der Mannschaft aus dem Crimmitschauer Vorort Frankenhausen und knüpfte nahtlos an deren Erfolge an. In den 1950er Jahren waren die Karl-Marx-Städter zweite Kraft hinter Dauermeister Dynamo Weißwasser, ab 1959 dann jedoch nur noch bestenfalls Dritter hinter dem SC Dynamo Berlin. Auch Lokalkonkurrent SC Motor Karl-Marx-Stadt hatte eine Eishockeymannschaft, die 1956 aus der Sektion der BSG Motor West Karl-Marx-Stadt hervorgegangen war. Bei der Gründung des SC Karl-Marx-Stadt bündelte man die Kräfte von Motor und Wismut, der SCK zog jedoch nur noch zweimal in die Finalrunde ein. Im Jahr 1969 schied Eishockey aus der Spitzenförderung beim SCK aus, die Sektion löste sich auf.

### Eislaufen

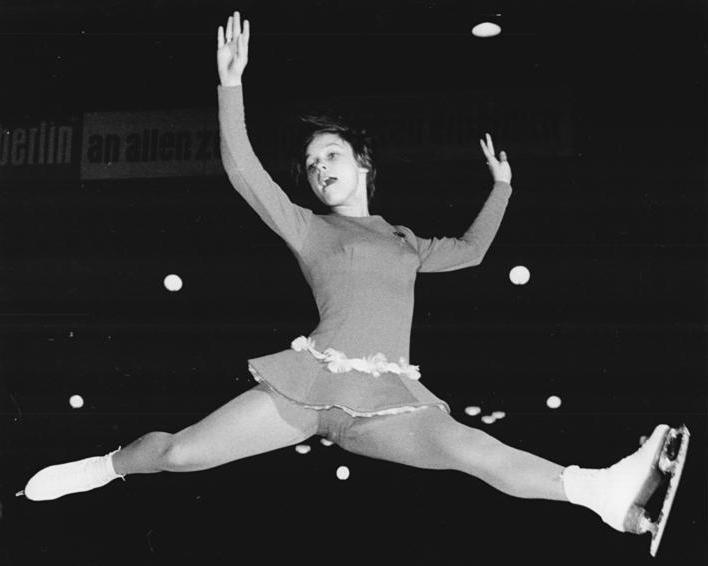
Gabriele Seyfert vom SC Wismut verteidigte im Januar 1962 bei den Eiskunstlauf-Meisterschaften der DDR in der Berliner Werner-Seelenbinder-Halle erfolgreich ihren Titel aus dem Vorjahr.

Seit 1955 war Jutta Seyfert Trainerin beim SC Wismut. Sie trainierte neben ihrer Tochter Gabriele Seyfert auch Günter Zöller (1963 Vizemeister im Einzel), die beide beim SC Wismut mit dem Eiskunstlauf begannen, sowie weitere Sportler. Gaby Seyfert war von 1961 bis 1970 zehnmal in Serie DDR-Meisterin im Einzel, davon dreimal als Wismut-Akteurin. Auch Annerose Baier und Eberhard Rüger, das einzige international erfolgreiche Eistanzpaar der DDR, starteten ihre Karrieren beim SC Wismut Karl-Marx-Stadt und waren anschließend beim SC Karl-Marx-Stadt aktiv. Sie hatten mit dem 1954 eingeweihten neuen Eis- und Rollsportstadion gute Trainingsmöglichkeiten.

### Turnen
Zur erfolgreichen Wismutriege zählten Erich Steinert, Karl Schubert, Friedhelm Lahl, Erhard Scheller, Harry Schwarz und weitere Aktive. Im Jahr 1962 wurden die Herren des SC Wismut FDGB-Pokalsieger. Nach der Schließung des Sportclubs im darauffolgenden Jahr schlossen sich einige Sportler der HSG Wissenschaft Karl-Marx-Stadt an, andere wechselten zum SC Karl-Marx-Stadt. Dieter Leichsenring setzte seine Turnerkarriere bis 1969 beim ASK Vorwärts Potsdam fort.

### Schwimmen
In den Jahren 1955 und 1956 wurde die Damenstaffel des SC Wismut zweimal hintereinander DDR-Meister auf der 4-mal-100-Meter-Freistil-Distanz, in den beiden darauffolgenden Jahren erreichte sie jeweils einen dritten Platz. Ebenfalls 1955 und 1956 kamen die Karl-Marx-Städterinnen auch über 4 × 100 Meter Lagen auf Platz 1 bei den DDR-Meisterschaften. In der gleichen Disziplin wurden sie 1958 und 1959 jeweils Zweite sowie 1957 und 1960 jeweils Dritte. Über 4 × 100 Meter Rücken erschwammen sich die Damen fünf Meistertitel in den Jahren 1954, 1956 sowie 1958 bis 1960, im Jahr 1957 verbuchten sie Rang 2.

### Judo (1954 bis 1959)

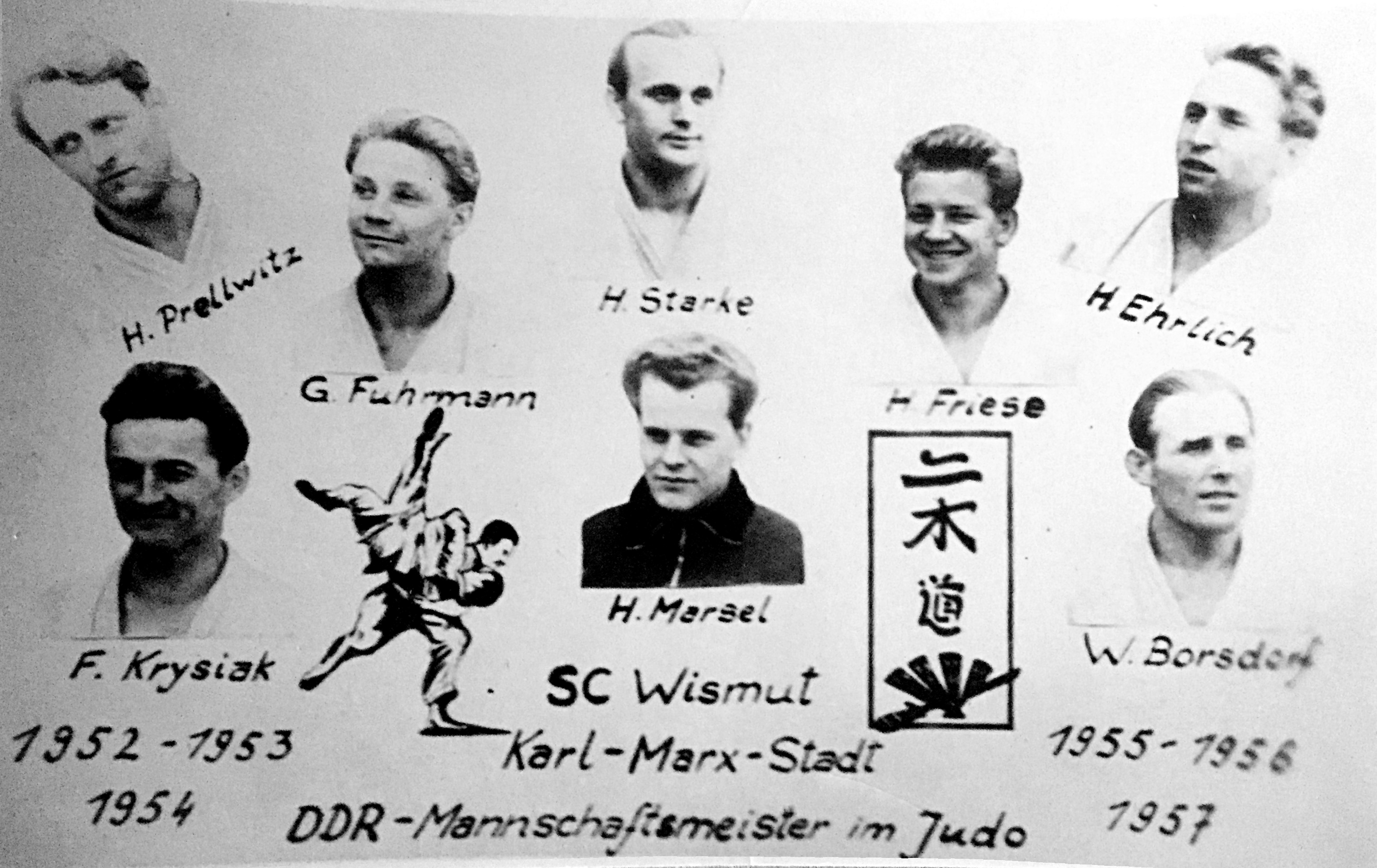
DDR-Mannschaftsmeister 1952–1957 SC Wismut Karl-Marx-Stadt

Mit der Gründung des SC Wismut wurde auch die erfolgreiche Judo-Mannschaft der BSG Wismut Freital in den Sportclub eingegliedert. Für die Judoka aus dem Dresdner Süden, die 1952 als Mannschaft der BSG Einheit Dresden-Süd und ab 1953 der BSG Wismut Freital angehörten, änderte sich dadurch wenig. Die Sektion Judo des SC Wismut Karl-Marx-Stadt blieb im Dresdner Osten bzw. in Freital beheimatet. Die Judo-Mannschaft errang von 1952 bis 1957 ununterbrochen den DDR-Meistertitel. 1954 siegten die Freitaler Judoka außerdem im Finale um die einmalig ausgetragene gesamtdeutsche Judo-Mannschaftsmeisterschaft gegen den TSV München-Ost. Die Dresdner bzw. Freitaler Judoka stellten in diesem Zeitraum insgesamt acht DDR-Meister: Felix Krysiak (dreimal), Günther Fuhrmann (zweimal), Werner Borsdorf (zweimal) und Karl-Heinz Starke. Auf Grund des Alleinvertretungsanspruchs des Deutschen Judo-Bundes ruhten ab Dezember 1954 bis 1964 die offiziellen innerdeutschen Sportbeziehungen der Judoka. Eine Ausnahme davon war 1956 ein inoffizieller Mannschaftswettkampf des „SC Wismut Karl-Marx-Stadt“ mit dem „VfL Tegel 1891“, zu dem der VfL als westdeutscher Mannschaftsmeister die Judoka des SC Wismut nach West-Berlin eingeladen hatte und den die Westberliner Judoka gewannen. Die Judo-Mannschaft des SC Wismut Karl-Marx-Stadt, der auch Horst Marsel, Herbert Ehrlich, Klaus Schubert, Hans Prellwitz und H. Friese angehörten, erreichte 1958 den 3. Platz bei den DDR-Meisterschaften hinter den Staffeln vom SC Dynamo Berlin und ASK Vorwärts Berlin. Die im Bezirk Dresden beheimatete Sektion Judo trennte sich 1959 wieder als BSG Wismut Freital vom SC Wismut Karl-Marx-Stadt. 1959 und 1960 errang die Mannschaft der BSG Wismut die Vizemeisterschaft und wurde 1961 und schließlich 1962, dann für die BSG Wismut Dresden, Dritter.